# Oláhcsügés
Oláhcsügés (más néven: Csügés, Románcsügés, románul: Ciugheș) település Romániában, Moldvában, Bákó megyében.

## Fekvése
A Tatrosba folyó Csügés patak völgyében, Palánka és Magyarcsügés közt fekvő település.

## Története
A település valószínű a 18. század elején keletkezett, a történelmi magyar-román (moldvai) határ román oldalán, innen a megkülönböztető 'oláh' jelző, ami ma eléggé megtévesztő, hisz a történelmi Magyarországhoz tartozó, szomszédos Magyarcsügésen inkább románok, Oláhcsügésen pedig székelyes csángó nyelvjárást beszélő, magyar eredetű katolikusok laknak.
1850-ben 134, 1898-ban 378 magyar lakosa volt, 1930-ban pedig a román statisztikai adatok szerint 83 magyar és 771 római katolikus élt a településen.

## Nevezetességek
- Római katolikus temploma - Havas Boldogasszony tiszteletére volt szentelt fakápolnájuk 1838-ban már állt a falu feletti hegyoldalban, mely helyett 1888-ban építettek új templomot.